# Ružena Bajcsy
Ružena Bajcsy (Bratislava, 28 maggio 1933) è un'ingegnera e informatica cecoslovacca naturalizzata statunitense, ricercatrice pionieristica nella robotica e nell'intelligenza artificiale. È docente di ingegneria elettrica e informatica all'Università della California - Berkeley, direttrice emerita di CITRIS (il Centro per la ricerca sulle tecnologie dell'informazione nell'interesse della società).
Ha fondato il Laboratorio di robotica generale e percezione sensoriale attiva (GRASP) dell'Università della Pennsylvania - dove ha insegnato per 28 anni - e ne è stata la prima direttrice. Fa parte del Neurosciences Institute in the School of Medicine ed è a capo del Computer and Information Science and Engineering Directorate della National Science Foundation, con autorità su un budget di 500 milioni di dollari.

## Biografia
Bajcsy è nata nel 1933 a Bratislava, in Cecoslovacchia, da una famiglia ebrea. Sebbene la sua famiglia fosse stata inizialmente risparmiata dai campi di concentramento nazisti a causa del lavoro di suo padre come ingegnere civile, la maggior parte dei suoi parenti adulti furono uccisi dai nazisti alla fine del 1944. Bajcsy e sua sorella, le uniche sopravvissute della famiglia, furono sostenute dalla Croce Rossa come orfane di guerra; Bajcsy è stata in seguito cresciuta in orfanotrofio e data in affido familiare.
Diventata una studentessa con risultati eccelsi in matematica, ha detto di aver scelto di studiare ingegneria elettrica all'università per via delle prospettive di carriera, dato che gli studenti di matematica all'epoca venivano avviati all'insegnamento, e questo, nell'Est Europa comunista richiedeva un impegno in linea con l'ideologia marxista-leninista che lei non era disposta a mantenere.
Ha conseguito un Master e un Ph.D. in ingegneria elettrica presso l'Università tecnica slovacca nel 1957 e nel 1967, e un ulteriore dottorato di ricerca in informatica nel 1972 presso l'Università di Stanford con una tesi intitolata "Identificazione al computer di scene visive texturizzate", sotto la supervisione di John McCarthy.

### Carriera
Tra il 1972 e il 2001 è stata docente presso il Dipartimento di Informatica dell'Università della Pennsylvania dove, nel 1978 ha fondato il Laboratorio di robotica generale, automazione, rilevamento e percezione (GRASP) e ne è stata la prima direttrice, promuovendo attività di ricerca interdisciplinare e coinvolgendo docenti di ingegneria elettrica e meccanica, psicologia / scienze cognitive e, naturalmente, informatica. Durante i suoi 28 anni di permanenza nell'università ha lavorato sulla ricerca robotica: percezione tattile, visione artificiale e in generale sull'identificazione del sistema. Si è dedicata anche all'imaging medico, sviluppando in collaborazione con i suoi studenti un atlante di anatomia digitale connesso ad algoritmi di adattamento che hanno permesso di identificare automaticamente le strutture anatomiche del cervello. Tecnologia diventata ormai uno standard nella pratica medica, utilizzata dapprima nella tomografia a raggi X ed in seguito nella risonanza magnetica e tomografia a positroni.
Nel 2001 ha ricevuto la laurea honoris causa dell'Università di Lubiana in Slovenia e lo stesso riconoscimento nel 2012, da parte dell'Università della Pennsylvania e del KTH, l'Istituto reale di tecnologia in Svezia. Dal 2003 al 2005 ha fatto parte del comitato consultivo per le tecnologie informatiche del presidente slovacco.
Il numero di novembre 2002 di Discover l'ha inserita nella sua lista delle 50 donne più importanti della scienza.
Ha scritto oltre 225 articoli in riviste e atti di convegni, 25 capitoli di libri e 66 relazioni tecniche e fa parte di numerosi comitati editoriali. Le sue attuali ricerche si concentrano sull'intelligenza artificiale, i biosistemi e la biologia computazionale, il Controllo automatico, i sistemi intelligenti e la robotica, la computer grafica e l'interazione uomo-computer, la visione artificiale e sicurezza informatica. Le sue ricerche più recenti l'hanno aiutata a ottenere il riconoscimento dal Franklin Institute di Filadelfia, per le sue innovazioni nella robotica e nella visione artificiale, in particolare lo sviluppo di una percezione robotica superiore e la creazione di metodi migliori per analizzare le immagini mediche.
Nel 2013 Bajcsy è stata insignita dal Consiglio di Amministrazione del Institute of Electrical and Electronics Engineers (IEEE) del IEEE Robotics and Automation Award per i suoi contributi nel campo della robotica e dell'automazione con la motivazione: "per i contributi alla computer vision, al paradigma della percezione attiva e alla robotica medica".
Bajcsy è presente nelle schede Notable Women in Computing. In Pennsylvania, ha supervisionato almeno 26 dottorandi che hanno ricevuto il Ph.D.

### Affiliazioni
Bajcsy fa parte della National Academy of Engineering e dell'Institute of Medicine dell'Accademia nazionale delle scienze degli Stati Uniti d'America, nonché dell'Association for Computing Machinery (ACM), dell'Institute of Electrical and Electronics Engineers, American Association for Artificial Intelligence e l'American Academy of Arts and Sciences

## Premi e riconoscimenti
- Association for the Advancement of Artificial Intelligence Allen Newell Award, ACM (2001)
- ACM Distinguished Service Award (2003)
- Computing Research Association Distinguished Service Award (2003)
- Medaglia Benjamin Franklin in informatica e scienze cognitive (2009)
- ABIE Award per la leadership tecnica dell'Anita Borg Institute (2009)[14]
- IEEE Robotics and Automation Award (2013)